# لوکاس مرتنس (بازیکن هندبال)
لوکاس مرتنس (آلمانی: Lukas Mertens؛ زادهٔ ۲۲ مارس ۱۹۹۶) بازیکن هندبال اهل آلمان است.